# Ataxigamia
Ataxigamia är ett släkte av kackerlackor. Ataxigamia ingår i familjen jättekackerlackor.
Kladogram enligt Catalogue of Life:
| Ataxigamia | \| \| Ataxigamia bicolor \| \| \| \| \| \| Ataxigamia tatei \| \| \| \| |
|            | \| \| Ataxigamia bicolor \| \| \| \| \| \| Ataxigamia tatei \| \| \| \| |
|            | Ataxigamia bicolor                                                      |
|            |                                                                         |
|            | Ataxigamia tatei                                                        |
|            |                                                                         |